# Liga Portugal 2
Liga Portugal 2 (phát âm tiếng Bồ Đào Nha: [ˈliɣɐ puɾtuˈɣal dojʃ]), còn được gọi là Liga Portugal SABSEG vì lý do tài trợ, là giải đấu hạng hai của hệ thống giải bóng đá Bồ Đào Nha. Vào cuối mỗi mùa giải, hai đội đứng đầu sẽ được thăng hạng lên Liga Portugal hạng cao nhất và hai đội có thứ hạng thấp nhất sẽ xuống hạng giải hạng ba. Bắt đầu từ mùa giải 2021–22, các đội xuống hạng sẽ không còn thi đấu ở Campeonato de Portugal, giải đấu sẽ trở thành hạng tư, mà sẽ thi đấu ở giải hạng ba mới được thành lập có tên là Liga 3 (Giải hạng 3).
Giải đấu bắt đầu vào năm 1990 với tên gọi Segunda Divisão de Honra (Giải hạng hai danh dự), thay thế Segunda Divisão (Segunda Divisão) trở thành giải hạng hai của bóng đá Bồ Đào Nha. Khi giải đấu thuộc quyền quản lý của Liga Portuguesa de Futebol Profissional (LPFP) vào năm 1999, nó được đổi tên thành Segunda Liga (Giải hạng hai), một cái tên được giữ cho đến năm 2016, ngoại trừ giai đoạn từ năm 2005 đến năm 2012, khi nó được gọi là Liga de Honra (Giải danh dự). Được đổi tên thành LigaPro vào năm 2016, giải đấu đã lấy tên hiện tại vào đầu mùa giải 2020–21.
Tính đến mùa giải 2018–19, giải đấu có 18 đội tham dự trên toàn quốc, bao gồm cả các đội dự bị (đội B) của một số câu lạc bộ hàng đầu. Có 20 đội khác nhau đã giành được chức vô địch giải đấu; thành công nhất là Paços de Ferreira, với 4 lần vô địch, bao gồm cả mùa giải inaugural và mùa giải 2018–19 vừa kết thúc gần đây.

## Định dạng
Trong mùa giải 2016-17, có 22 câu lạc bộ tham dự Segunda Liga (24 câu lạc bộ ở các mùa giải trước). Sau đó, số lượng đội giảm xuống mỗi mùa cho đến khi đạt 18 đội trong mùa giải 2018-19. Trong suốt mùa giải, mỗi câu lạc bộ sẽ thi đấu với nhau hai lần, một lần trên sân nhà và một lần trên sân khách, tổng cộng là 34 trận. Vào cuối mỗi mùa giải, hai đội đứng đầu sẽ được thăng hạng lên Liga Portugal và hai đội có thứ hạng thấp nhất sẽ xuống hạng Liga 3 mới (trước đây họ xuống hạng Campeonato de Portugal). Cũng sẽ có một trận play-off lên hạng/xuống hạng hai lượt giữa đội đứng thứ 16 của Primeira Liga và đội đứng thứ 3 của Liga Portugal 2. Các đội B không thể thăng hạng lên Liga Portugal nhưng có thể xuống hạng nếu họ kết thúc mùa giải ở một trong những vị trí xuống hạng hoặc nếu đội chính cũng xuống hạng.

## Phát sóng
Kể từ mùa giải 2018–19, tất cả các trận đấu đều được phát sóng bởi Sport TV, mặc dù một số trận đấu chỉ được phát sóng trực tuyến. Ngoại lệ là các trận đấu trên sân nhà của Benfica B và Porto B, được phát sóng bởi Benfica TV và Porto Canal.

## Câu lạc bộ

### Sân vận động và vị trí
Cho mùa giải 2023–24.
| Đội                | Vị trí               | Sân vận động                    | Sức chứa | Kết quả mùa 2022–23 |
| ------------------ | -------------------- | ------------------------------- | -------- | ------------------- |
| Académico de Viseu | Viseu                | Estádio do Fontelo              | 7.744    | Thứ 4               |
| AVS                | Vila das Aves        | Estádio do CD Aves              | 5,441    | Thứ 7*              |
| Belenenses         | Lisboa               | Estádio do Restelo              | 19.856   | Thứ 2 (L3)          |
| Benfica B          | Seixal               | Benfica Campus                  | 2.720    | Thứ 14              |
| Feirense           | Santa Maria da Feira | Estádio Marcolino de Castro     | 5.401    | Thứ 8               |
| Länk Vilaverdense  | Vila Verde           | Campo Cruz do Reguengo          | 1.000    | Thứ 3 (L3)          |
| Leixões            | Matosinhos           | Estádio do Mar                  | 9.766    | Thứ 15              |
| Mafra              | Mafra                | Estádio Municipal de Mafra      | 1.257    | Thứ 6               |
| Marítimo           | Funchal              | Estádio do Marítimo             | 10,932   | Thứ 16 (PL)         |
| Nacional           | Funchal              | Estádio da Madeira              | 5,132    | Thứ 13              |
| Oliveirense        | Oliveira de Azeméis  | Estádio Carlos Osório           | 1,750    | Thứ 10              |
| Paços de Ferreira  | Paços de Ferreira    | Estádio Capital do Móvel        | 9,076    | Thư 17 (PL)         |
| Penafiel           | Penafiel             | Estádio Municipal 25 de Abril   | 5,230    | Thứ 12              |
| Porto B            | Vila Nova de Gaia    | Estádio Municipal Jorge Sampaio | 8,272    | Thứ 5               |
| Santa Clara        | Ponta Delgada        | Estádio de São Miguel           | 13,277   | Thứ 18 (PL)         |
| Tondela            | Tondela              | Estádio João Cardoso            | 5,000    | Thứ 11              |
| Torreense          | Torres Vedras        | Estádio Manuel Marques          | 12,000   | Thứ 9               |
| União de Leiria    | Leiria               | Sân vận động Magalhaes Pessoa   | 23,888   | Thứ nhất (L3)       |